# Hippoglossoides platessoides
Espèce
La Plie canadienne, Hippoglossoides platessoides, ou Flétan nain est aussi appelée plie ou sole. En anglais, elle porte le nom d'American plaice, Canadian plaice, flounder, sand dab, plaice, dab ou blackback. En français acadien, on l'appelle plaise.

## Aire de répartition
On retrouve la Plie canadienne des deux côtés de l'Atlantique Nord : du sud du Labrador et du Grand Banc jusqu'au large du Rhode Island, au large du Groenland, de l'Islande et du Spitzberg jusqu'à la Manche.

## Description

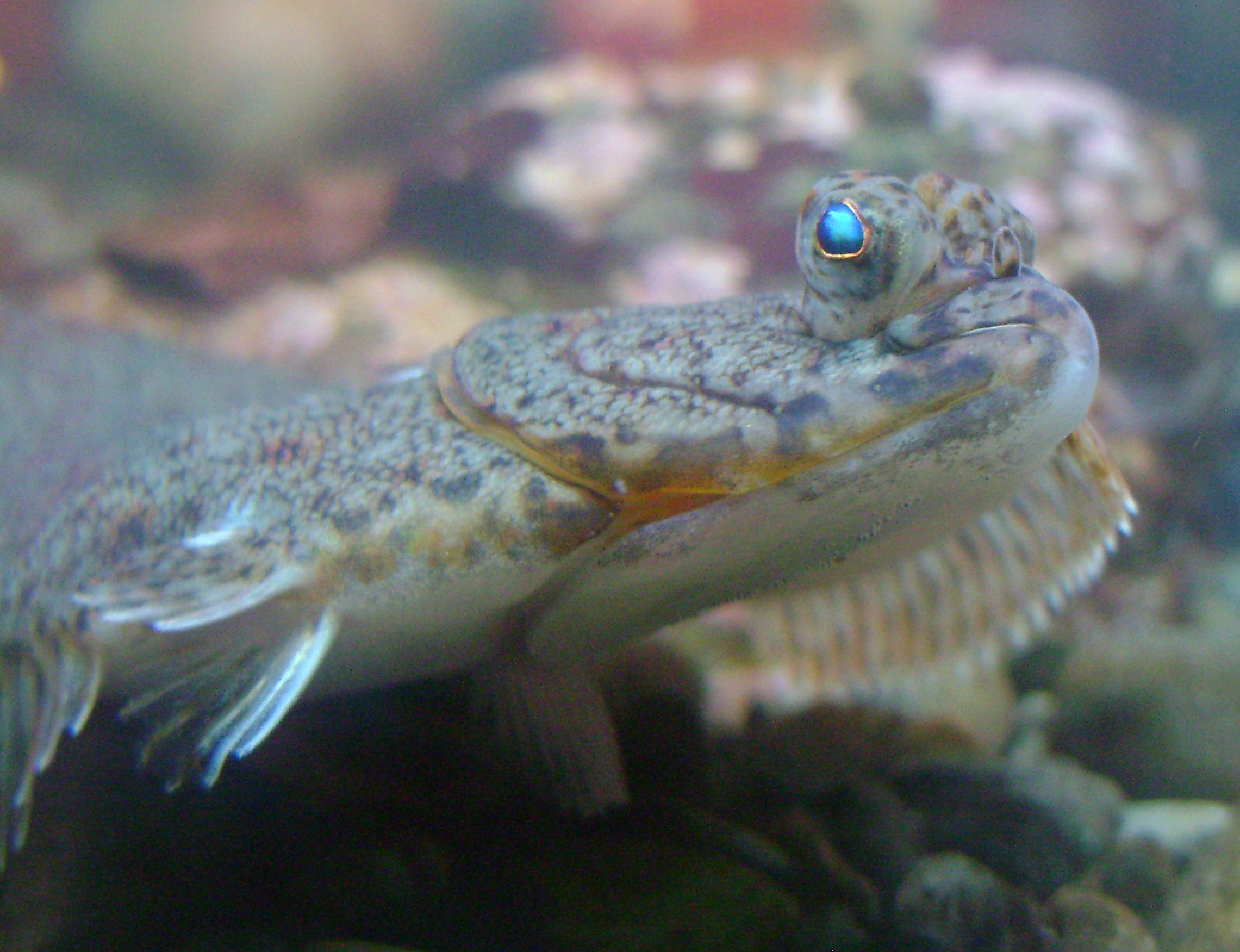
Tête d'une plie canadienne (Hippoglossoides platessoides)

Elle ne dépasse pas habituellement 55 cm, toutefois, un exemplaire trouvé au large de la Nouvelle-Écosse près de l'Île de Sable mesurait 74 cm et pesait 6,4 kg. C'est un poisson dextre (droitier), avec le flanc droit allant du rouge au brun grisâtre et le flanc gauche blanc bleuâtre. Les petits exemplaires présentent des taches foncées sur le bord du corps. Il se distingue des autres poissons plats dextres de l'est du Canada par sa grande bouche, sa ligne latérale presque droite (légèrement arquée près de la nageoire pectorale) et sa queue arrondie. Sa chair est légèrement jaunâtre par rapport à celle de la Plie grise, plus blanche, et son filet est plus rond que celui de cette dernière. Les exemplaires d'environ 30 cm se cuisinent bien entiers.

## Biologie
La Plie canadienne aime les fonds de sable fin ou de vase molle; elle peut tolérer une salinité relativement basse et survivre à −1 °C, mais ne s'aventure pas dans les eaux dépassant 23 °C. L'hiver, elle s'en va en eau plus profonde, dans les couches plus chaudes, jusqu'au mois d'avril et, en été, elle jouit des eaux plus fraîches des côtes.
Les femelles de 40 cm et les mâles de 25 cm sont matures, les femelles pondent de 30 000 à 60 000 œufs par fraie. La fraie s'effectue sur différents territoires, selon la saison, l'éclosion des œufs exigeant une température d'environ 4 °C de 11 à 14 jours durant. Après la fraie, plusieurs grosses femelles du golfe du Saint-Laurent et des côtes terre-neuviennes deviennent gélatineuses, ayant perdu beaucoup de protéines. Les alevins pélagiques, mangent des diatomées et de petits copépodes. Les petites plies sur le fond se nourrissent de petits crustacés, comme les mysides, les amphipodes et les crevettes, puis, en grandissant, d'oursins, d'ophiures, de mollusques pélécypodes et gastéropodes, de vers, d'ascidies et, à l'occasion, de petits poissons, comme le lançon, et le capelan.
La Plie canadienne est la proie de gros poissons, comme la morue et le flétan, et aussi, en plus bas âge, de moins gros poissons, comme l'hémitriptère, la lycode et la raie. Elle est aussi l'hôte de vers parasites (nématodes).
C'est un poisson d'importance commerciale pour les pêcheries canadiennes ; 132 tonnes ont été pêchées au Québec en 2005, ce qui est moins que l'ont été la Plie grise ou la Plie rouge dans la même année, selon les chiffres du MAPAQ.
En raison du déclin de l'abondance de l'espèce, le Comité sur la situation des espèces en péril au Canada considère depuis avril 2009 que les populations des Maritimes et de Terre-Neuve-et-Labrador sont menacées.